# Dumitru Mirea
Dumitru Mirea (* 1868 in Câmpulung; † 1942) war ein rumänischer Bildhauer, der auf dem Bellu-Friedhof in Bukarest beerdigt wurde.

## Leben
Mirea war eines von zwölf Kindern eines Priesters. Er studierte in Bukarest, München und später an der Académie Julian in Paris. 1900 erhielt er auf der Weltausstellung in Paris eine Bronzemedaille. Einige seiner Werke bewahrt das Muzeul Național de Artă al României in Bukarest auf. Sein älterer Bruder war der Porträtmaler George Demetrescu Mirea (1852–1934). Mirea war verheiratet mit Lucia (1881–1955).